# Knäbom
Knäbom finns på de flesta vävstolar, dock inte alltid på de mindre hopfällbara. Funktionen är, utöver att möjligen stadga upp vävstolens sidostycken, också att leda det vävda tyget bakåt i vävstolen så att vävarens knän inte slår i vid trampningen.